# Buford (Ohio)
Buford – jednostka osadnicza w Stanach Zjednoczonych, w stanie Ohio, w hrabstwie Highland.